# Рифтогенез

Горсти і грабени.

Плити на земній поверхні, відповідно до теорії тектоніки плит

Рифтогенез (рос. рифтогенез, англ. rifting, нім. Riftgenese) — процес виникнення і розвитку в земній корі континентів і океанів смугоподібних зон горизонтального розтягу глобального масштабу.
У їх верхній крихкій частині він виявляється в формуванні рифтів, виражених у вигляді великих лінійних грабенів, розсувних порожнин, подібних структурних форм, і заповненні їх осадами і (або) продуктами вулканіч. вивержень, які, як правило, супроводжують рифтогенез. У нижній, більш нагрітій частині кори, крихкі деформації при рифтогенезі змінюються пластичним розтягом, що приводить до її потоншання (до утворення «шийки»), а при особливо інтенсивному і тривалому розтягненні — до повного розриву суцільності «старої» кори (континентальної або океанічної) і формування «нової» кори океанічного типу.
Останній процес, який називається спредингом, потужно протікав у пізньому мезозої і кайнозої в межах сучасних океанів. Здебільшого рифтогенез супроводжується, а на думку частини дослідників, і викликається підняттям аномально гарячої речовини верхньої мантії (мантійний діапір) і відповідно утворенням пологих склепінчастих піднять в земній корі, до центральних ділянок, яких в цих випадках і приурочують рифти. Інші дослідники вважають причиною рифтогенезу загальне горизонтальне розтягнення літосфери у великих областях Землі, яке, згідно з концепцією тектоніки літосферних плит, повинно повністю компенсуватися в зонах колізії або конвергенції плит її скороченням внаслідок загального зминання або поглинанням у ході субдукції, а згідно з концепціями розширення і пульсацій Землі, приводити до певного загального збільшення розмірів Землі під час фаз посилення рифтогенезу.